# Dino Shafeek
Dino Shafeek (właśc. Gholam D. Shafeek, ur. 21 marca 1930 w Dhace, zm. 10 marca 1984 w Londynie) – banglijski aktor pracujący w Wielkiej Brytanii, gdzie spędził większość dorosłego życia. Współcześnie pamiętany głównie z telewizyjnych ról komediowych z lat 70., zwłaszcza w serialach It Ain’t Half Hot Mum (1974–1981) oraz Mind Your Language (1977–1979).

## Życiorys
Pochodził ze stolicy dzisiejszego Bangladeszu, w chwili jego urodzin będącego jeszcze częścią Indii Brytyjskich. Uzyskał licencjat na University of Dhaka, a następnie wyjechał do Wielkiej Brytanii, gdzie ukończył szkołę aktorską Guildhall School of Music and Drama. Począwszy od drugiej połowy lat 60. regularnie pojawiał się w niewielkich rolach w różnych brytyjskich filmach i serialach, będąc członkiem pierwszego pokolenia brytyjskich aktorów reprezentujących mniejszości etniczne, którzy byli zatrudniani w rozmaitych produkcjach coraz chętniej, w miarę jak brytyjskie społeczeństwo pod wpływem imigracji stawało się coraz bardziej multikulturowe.
W 1974 został obsadzony w uważanym dziś za kontrowersyjny, lecz wówczas bardzo popularnym, serialu komediowym It Ain’t Half Hot Mum spółki autorskiej Jimmy Perry i David Croft. Opowiadał on o brytyjskich żołnierzach służących w Azji pod koniec II wojny światowej, którzy występują w polowym zespole artystycznym. Shafeek grał jednego z miejscowych pracujących w obozie żołnierzy, zaś w późniejszych seriach jego postać awansowała na najważniejszego Azjatę w serialu. Oprócz zadań aktorskich Shafeek występował tam również jako wokalista, wykonując stylizowane na muzykę indyjską nowe aranżacje brytyjskich pieśni patriotycznych i wojskowych.
W 1977 znalazł się w obsadzie serialu Mind Your Language, która składała się głównie z aktorów "etnicznych", przy czym na początku emisji tej produkcji Shafeek był spośród nich najbardziej znany, o czym świadczy m.in. fakt, iż jako jedyny spośród nich występuje w otwierającej cały serial scenie. Grał tam bezrobotnego pakistańskiego imigranta, który wraz z innymi cudzoziemcami uczęszcza na wieczorowy kurs angielskiego.
Po raz ostatni wystąpił na ekranie w 1983 w amerykańskim filmie przygodowym High Road to China. Zmarł nagle 10 marca 1984 w wieku niespełna 54 lat, przyczyną zgonu był atak serca.